# Fabronia secunda
Fabronia secunda là một loài Rêu trong họ Fabroniaceae. Loài này được Mont. mô tả khoa học đầu tiên năm 1842.